# أرماند ليفي (أستاذ جامعي)
أرماند ليفي (بالفرنسية: Armand Lévy)‏ هو عالم معادن ‏ فرنسي، ولد في 14 نوفمبر 1795 في باريس في فرنسا، وتوفي في 29 يوليو 1841 في Le Pecq ‏ في فرنسا بسبب أم الدم.